# 1,4-ciclohexanodiol
El 1,4-ciclohexanodiol, llamado también quinitol, es un diol alifático de fórmula molecular C6H12O2.
Su estructura se corresponde a un anillo de ciclohexano con dos grupos hidroxilo (-OH) en las posiciones 1 y 4 del mismo. Dependiendo de la posición espacial de los dos hidroxilos respecto al anillo, se distinguen dos esteroisómeros de este compuesto, cis y trans.

## Propiedades físicas y químicas
El 1,4-ciclohexanodiol es un sólido blanco que tiene su punto de fusión a 100 °C y su punto de ebullición a 251 °C; a una presión de solo 20 mmHg hierve a 150 °C. 
Posee una densidad superior a la del agua, 1,156 g/cm³.
El valor estimado del logaritmo de su coeficiente de reparto, logP ≃ 0,2, implica una solubilidad mayor en disolventes apolares que en agua.
En cuanto a su reactividad, este compuesto es incompatible con agentes oxidantes fuertes, ácidos fuertes, cloruros de acilo y anhídridos de ácido.

## Síntesis y usos
Se puede sintetizar 1,4-ciclohexanodiol a partir de la ciclohexano-1,4-diona por hidrogenación catalítica en fase líquida. En dicha reacción se utiliza rutenio sobre SiO2 y como disolvente se emplea 2-propanol bajo una presión moderada de hidrógeno (6,2 bar). Empleando diioduro de samario como catalizador se alcanza un rendimiento superior al 99%.
Este mismo catalizador —asociado con una base— propicia la hidrogenación de hidroquinona para también conseguir 1,4-ciclohexanodiol.
Es posible preparar 1,4-ciclohexanodiol a partir de un éster de este diol. Así, el 4-metilbenzoato de 4-hidroxiciclohexilo, si se trata con diioduro de samario-hexametilfosforamida-metanol durante un breve período de tiempo, produce 1,4-ciclohexanodiol con un rendimiento en torno al 95%.
De manera análoga, la desprotección del trimetil-(4-trimetilsililoxiciclohexil)oxisilano —el éter de trimetilsililo de este diol— con ácido sulfámico en agua constituye otra forma de preparar el 1,4-ciclohexanodiol.
A su vez, la aminación de este diol sirve para elaborar 1,4-ciclohexanodiamina. Se ha estudiado la utilización de amoníaco supercrítico a 125 bar de presión, empleando como catalizador cobalto estabilizado con un 5% de hierro.
Se ha estudiado el efecto del 1,4-ciclohexanodiol, combinado con el 1,2-heptanodiol, en la adsorción percutánea del fármaco metronidazol, antibiótico y antiparasitario; este diol retarda la adsorción de este fármaco, minimizando la toxicidad sistemática potencial mientras se mantiene la eficacia terapéutica.
El 1,4-ciclohexanodiol se emplea en la producción de diferentes polímeros, como por ejemplo poliuretanos termoplásticos o polímeros que son conductores térmicos.
Otro uso de este diol es en la crioconservación de células, formando parte de una composición que, en contacto con las mismas, permite su conservación a temperaturas muy bajas. Dicha composición debe contener preferiblemente mezclas racémicas de 1,4-ciclohexanodiol o 1,3-ciclohexanodiol.

## Precauciones
El 1,4-ciclohexanodiol es un compuesto combustible cuyo punto de inflamabilidad es 65 °C. Su polvo puede formar una mezcla explosiva con el aire. Se debe mantener el producto (y el recipiente vacío) alejado del calor y de fuentes de ignición.